# Jill Eikenberry

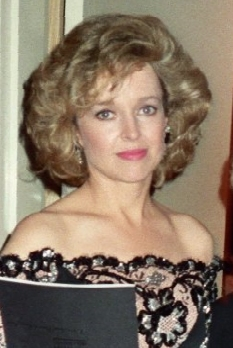
Jill Eikenberry bei der 41. Emmy-Verleihung (1989)

Jill Susan Eikenberry (* 21. Januar 1947 in New Haven, Connecticut) ist eine US-amerikanische Schauspielerin. Sie wurde bekannt durch ihre Rolle als Ann Kelsey in der Fernsehserie L.A. Law – Staranwälte, Tricks, Prozesse. Sie ist verheiratet mit Michael Tucker, der ebenfalls in der Serie spielte.
Im Jahr 2022 kehrte Eikenberry zu ihrer Rolle als Ann Kelsey im ABC-Revival-Pilotfilm von LA Law zurück.

## Filmografie (Auswahl)
- 1971: They’ve Killed President Lincoln! (Fernsehfilm)
- 1977: Zwischen den Zeilen (Between the Lines)
- 1978: Eine entheiratete Frau (An Unmarried Woman)
- 1978: In einer Regennacht (Night Full of Rain)
- 1979: Uncommon Women… and Others (Fernsehfilm)
- 1979: Nicht von schlechten Eltern (Rich Kids)
- 1979: Butch & Sundance – Die frühen Jahre (Butch and Sundance: The Early Days)
- 1979: Waisen ohne Hoffnung (Orphan Train, Fernsehfilm)
- 1980: Spuren ins Nichts (Hide in Plain Sight)
- 1981: Arthur – Kein Kind von Traurigkeit (Arthur)
- 1984: Polizeirevier Hill Street (Hill Street Blues, Fernsehserie, 2 Folgen)
- 1986: Manhattan Project – Der atomare Alptraum  (The Manhattan Project)
- 1986–1994: L.A. Law – Staranwälte, Tricks, Prozesse (L.A. Law, Fernsehserie, 171 Folgen)
- 1988: Gebot des Schweigens (A Stoning in Fulham County, Fernsehfilm)
- 1989: Hey-la, Hey-la, die Bouffants sind da (My Boyfriend’s Back, Fernsehfilm)
- 1990: Runaway Heart (The Secret Life of Archie’s Wife)
- 1994: Tödliches Klassentreffen (Parallel Lives, Fernsehfilm)
- 1994: Alptraum hinter verschlossenen Türen (Without Consent, Fernsehfilm)
- 1995: Kinder, ich muß sterben – Abschied einer Mutter (The Other Woman, Fernsehfilm)
- 1996: Taken Away – Eisiges Gefängnis (Gone in a Heartbeat, Fernsehfilm)
- 2002: L.A. Law – Der Film (L.A. Law: The Movie, Fernsehfilm)
- 2002: Manna from Heaven
- 2007: Upper East Side Love (Suburban Girl)
- 2008: Numbers – Die Logik des Verbrechens (Numbers, Fernsehserie, Folge Atomic No. 33)
- 2009: Law & Order (Fernsehserie, Folge Anchors Away)
- 2011: Fremd Fischen (Something Borrowed)
- 2011: Young Adult
- 2011: Body of Proof (Fernsehserie, Folge Broken Home)
- 2015: Keep In Touch
- 2017: Humor Me
- 2021: The Good Fight (Fernsehserie, Folge And the Firm Had Two Partners…)